# Сайтърия
Сайтърия (на английски: Cytherea) е американска порнографска актриса и еротичен модел. Известна е със способността си да еякулира (познато също като „squirting“ в секс индустрията) по време на полов акт.
Родена е на 27 септември 1981 г. в град Солт Лейк Сити, щата Юта, САЩ.
Дебютира като актриса в порнографската индустрия през 2003 г., когато е на 22-годишна възраст.
През 2006 г. прави първата си сцена с анален секс във филма „Аналните курви на Сайтърия“.

## Награди и номинации
Носителка на награди
- 2004: XRCO награда за тийнейджърски Cream Dream.[3][4][5]
- 2005: AVN награда за най-добра нова звезда.[6][7]

Номинации
- 2004 AVN награда Nominee: Best Sex Scene Coupling – Video ("Barely Legal 40", Hustler Video)
- 2005 XRCO награда Nominee: New Starlet and Single Performance – Actress ("Squirtwoman", Elegant Angel)
- 2005: Nominated: Изпълнителка на годината, Best All-Girl Sex Scene – Video ("Cytherea Iz Squirtwoman", Elegant Angel Productions), Best Couples Sex Scene – Video ("Internal Cumbustion 3", Zero Tolerance Entertainment), Best Group Sex Scene – Video ("Anal Surprise Party", Seymore Butts Home Movies/Pure Play Media & "Cytherea Iz Squirtwoman" – double nominee), Best Threeway Sex Scene – Video ("Addicted to Sex", Suze Randall/Pure Play Media, "Buttwoman Iz Lauren Phoenix", Elegant Angel Productions & "Cytherea Iz Squirtwoman" – triple nominee), and Best Solo Sex Scene ("Bob’s Videos 184", Bob’s Videos)
- 2006 AVN награда Nominee – Best All-Girl Sex Scene, Video ("Cousin Stevie’s Pussy Party 7", CSI/Pure Play Media), Best Solo Sex Scene ("Scuba Squirters", Starr Productions), and Most Outrageous Sex Scene ("I Survived a Rodney Blast 3", Rodnievision/Exquisite Multimedia)
- 2006: F.A.M.E. награда Nominee: Anal Starlet and Adult Actress
- 2007: AVN награда Nominee – Most Outrageous Sex Scene ("The Great American Squirt Off", Nocturnal Productions/Shane’s World Studios)
- 2008: AVN награда Nominee – Best All-Girl Sex Scene, Film ("X", Studio A Entertainment)
- 2012: Номинация за XRCO награда за най-добро завръщане.[8]
- 2012: XBIZ награда – Nominated for Comeback Star of the Year[9]
- 2013 XBIZ награда – Nominated for Performer Comeback of the Year[10]